# Saint-Raphaël (Var)
Saint-Raphaël város Franciaországban, Provence-Alpes-Côte d’Azur régióban, Var megye területén, a francia riviérán. Lakossága 34 ezer fő volt 2012-ben.

## Fekvése
Fréjustól 3, Toulontól 75 km-re fekvő település. Saint-Raphaël Mandelieu-la-Napoule, Théoule-sur-Mer és Fréjus községekkel határos.

## Története

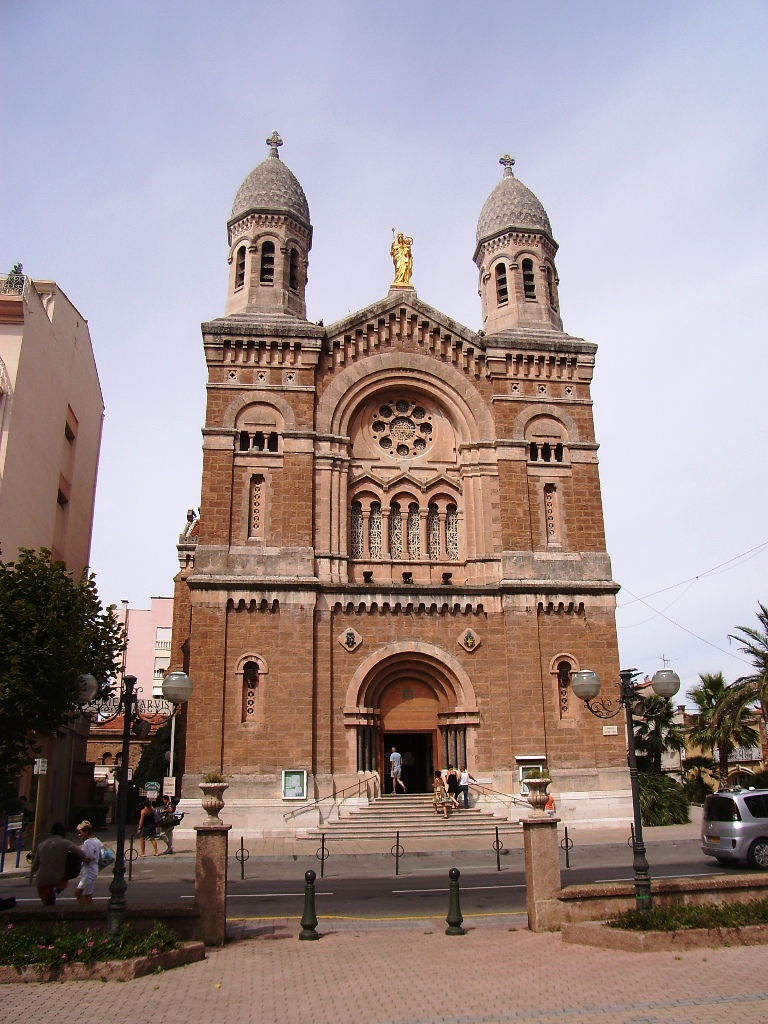
A Notre-Dame-de-la-Victoire bazilika

A település és környéke már a neolitikum idején is lakott hely volt, a környéken fellelhető menhirek is ezt bizonyítják. Később a görög gyarmatosítás előtt a liguroké, Az ókorban itt a közeli Frejuson át vezetett egykor a Spanyolországot Rómával összekötő ókori hadiút. A 10. században, a berber kalózok törtek be a régióba és kifosztották azt. A város területére esett az egykori Lerinsi apátság is.
A település nevét 1065-ben említette először egy okirat St. Raphael néven.

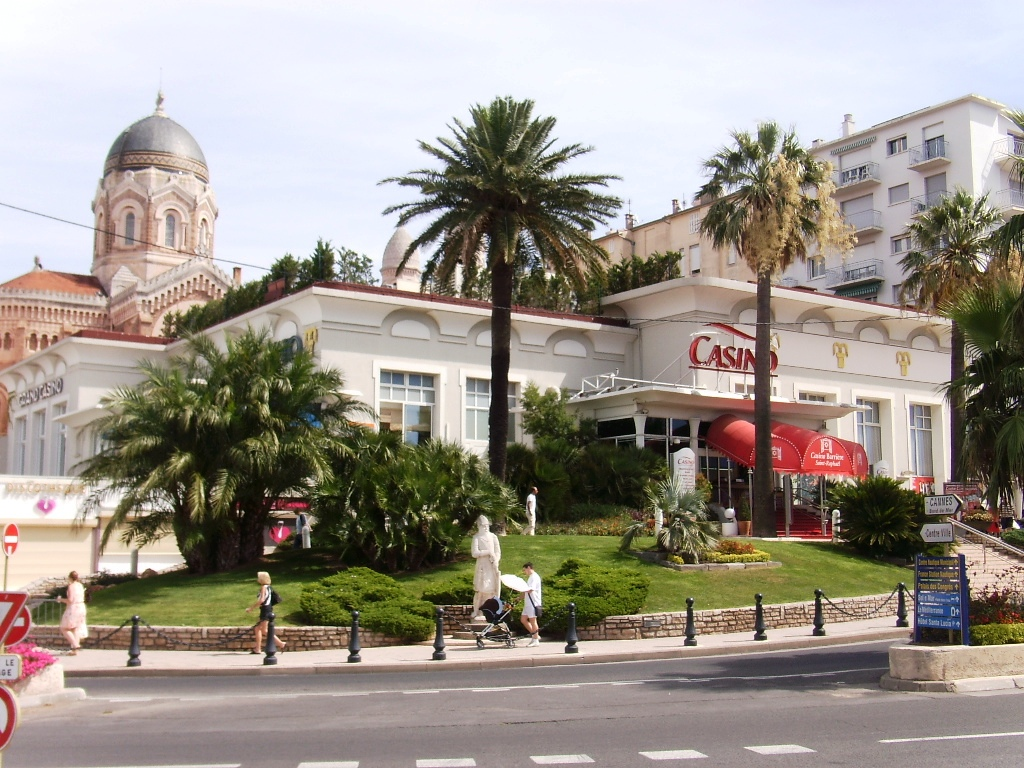
A kaszinó épülete

Az 5. században a falu Fréjus egyházmegye függőségébe tartozott. 1347-ben a fekete halál pusztított Provence-ban és megtizedelte a lakosság több mint egyharmadát.
Joanna királyné halála után újra megnyílt egy örökösödési válság Provence megyében, a városok Aix Union (1382–1387)  Anjou I. Lajost támogatták Charles de Duras ellen.

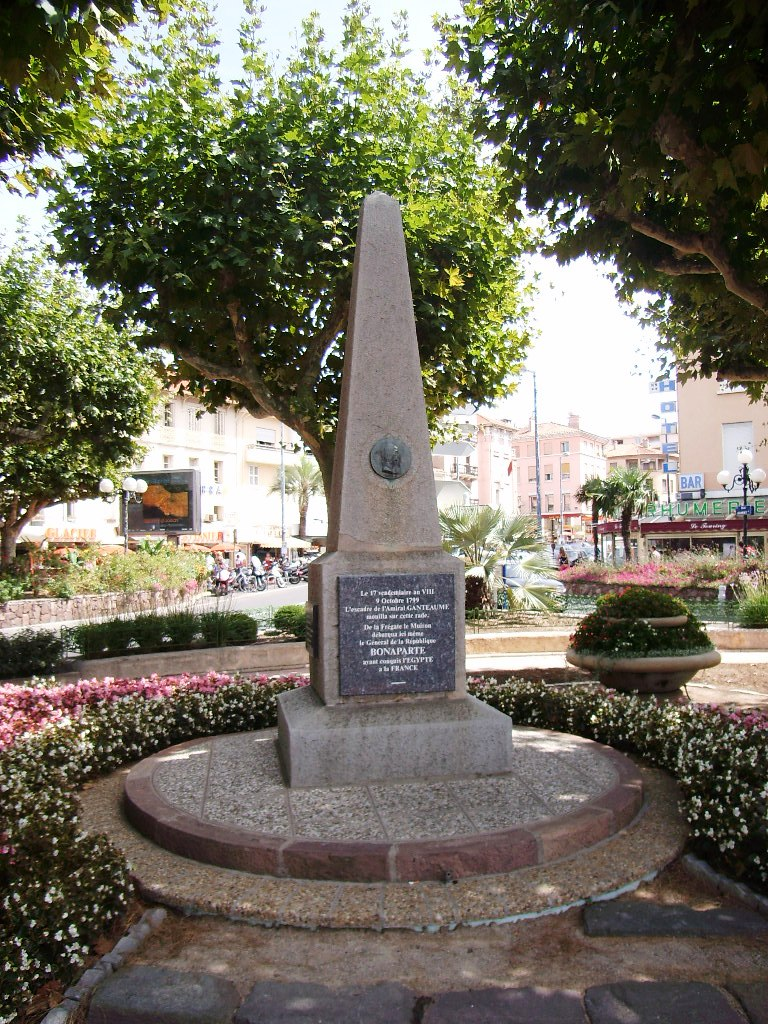
Bonaparte emlékmű

A 16. században a partot kifosztották a kalózok és V. Károly csapatai. Erre válaszul Fréjus egyházmegye úgy döntött, hogy egy őrtoronyt állít az Armont csúcson, mely 1562-ben fel is épült. A 17. században felépült a  Notre-Dame kápolna is. 1635
A tengerparton húzódó Saint-Raphaël és Nizza közötti kétvágányú vasúti kapcsolat itt halad át a jelentős Anthéor viadukton keresztül, a part közelében.

## Éghajlat
Az éghajlat mediterrán; a nyár forró és száraz, a tél enyhe és nedves. A területet érinti a misztrál szél, 1986. január 30-án mért sebesség rekord szerint a széllökések elérték a 140 km/h-t. Éves átlagban a hőmérséklet 14,4 °C, átlagosan legfeljebb 19,6 °C és legalább 9,1 °C. Az átlaghőmérséklet maximum és minimum értékek: 28 °C július–augusztusban és 3 °C december és január között. A csapadék eléri a 823 millimétert; az év során nagyon egyenlőtlenül oszlik meg: kevesebb mint két milliméter júliusban, és több mint 115 mm októberben. Az abszolút csapadék rekordot 1973. október 13-án rögzítették, ekkor huszonnégy óra leforgása alatt elérte a 130,2 millimétert is.

## Nevezetességek
- San Rafeu templom  - a 12. században épült, román-provence-i stílusban. A harangtoronyból, figyelemre méltó panoráma nyílik a városra, a Fréjus környéki öbölre és a strandra.
- Notre-Dame bazilika a 19. század közepén épült.

## Galéria

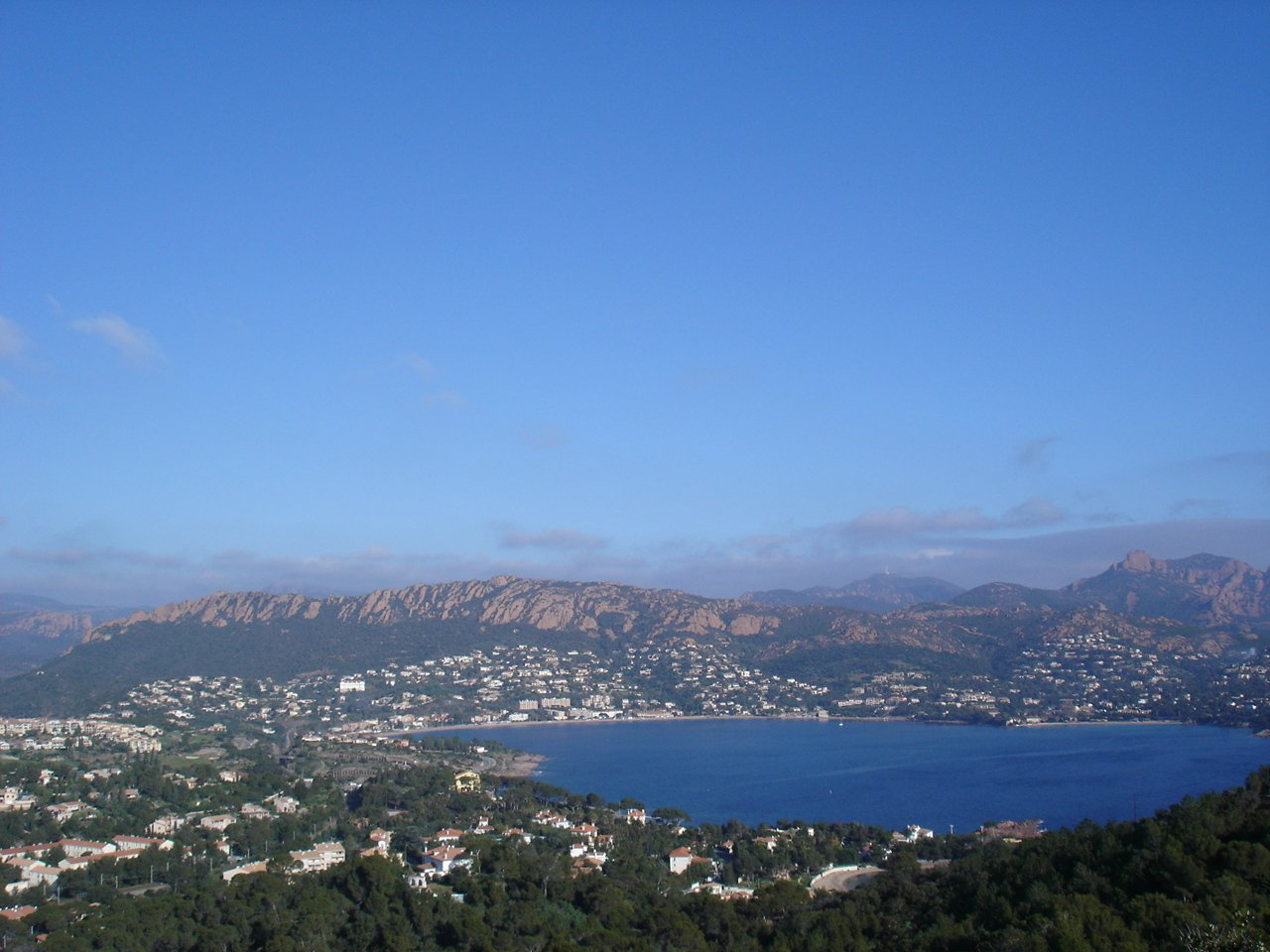
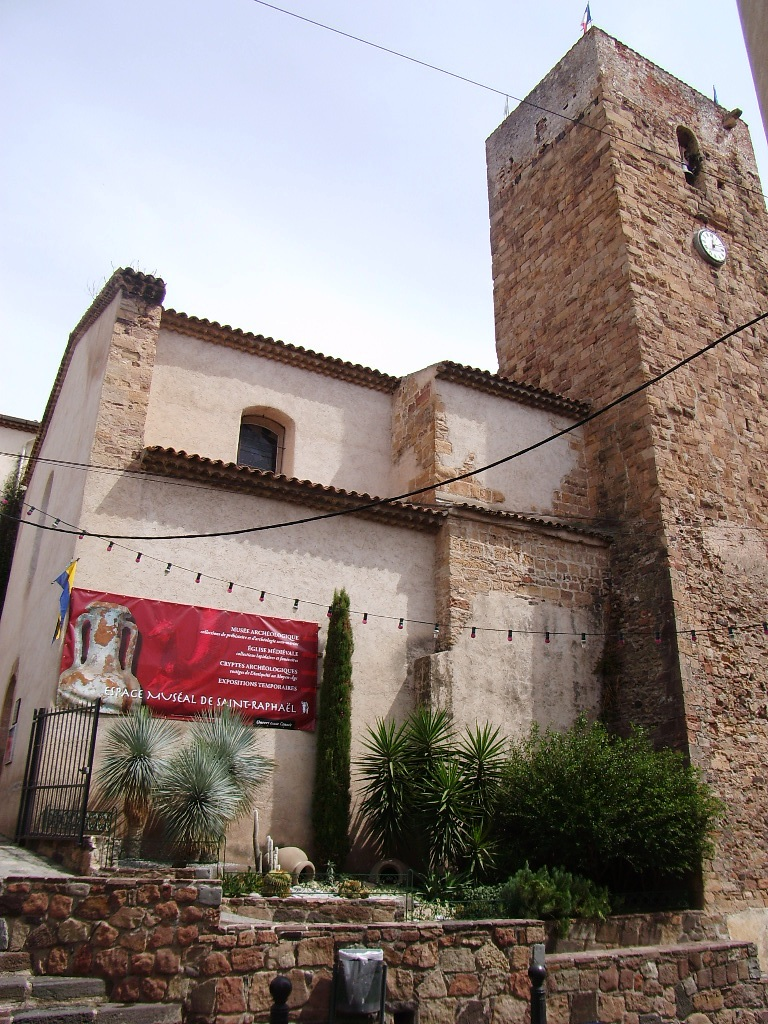
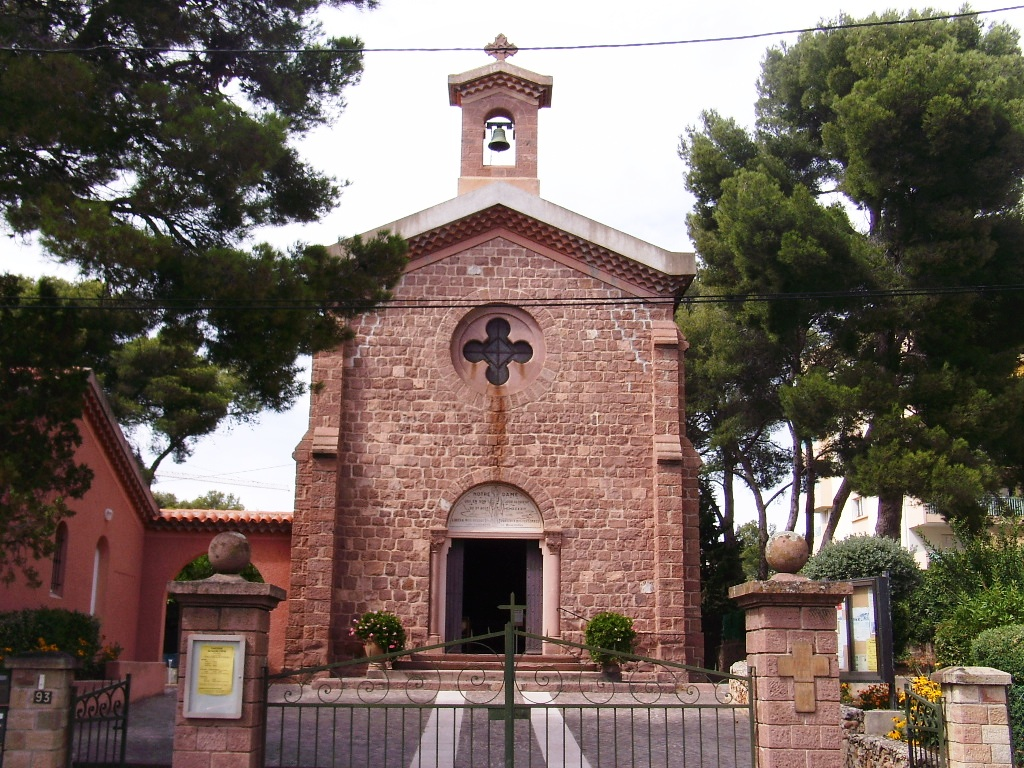
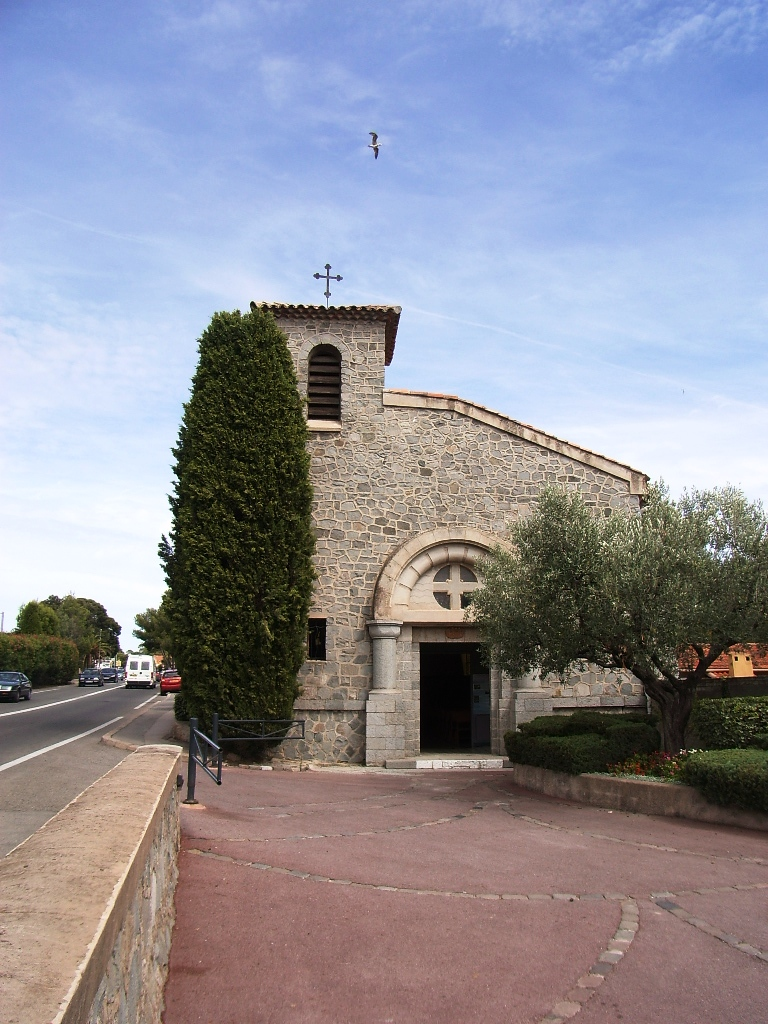
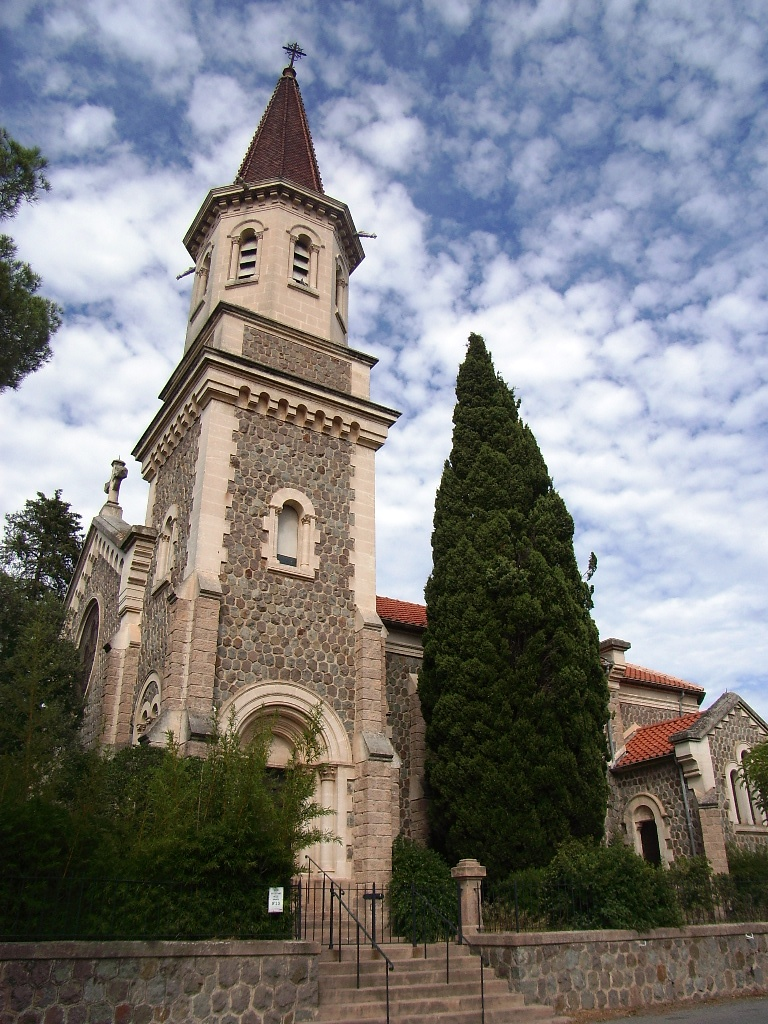
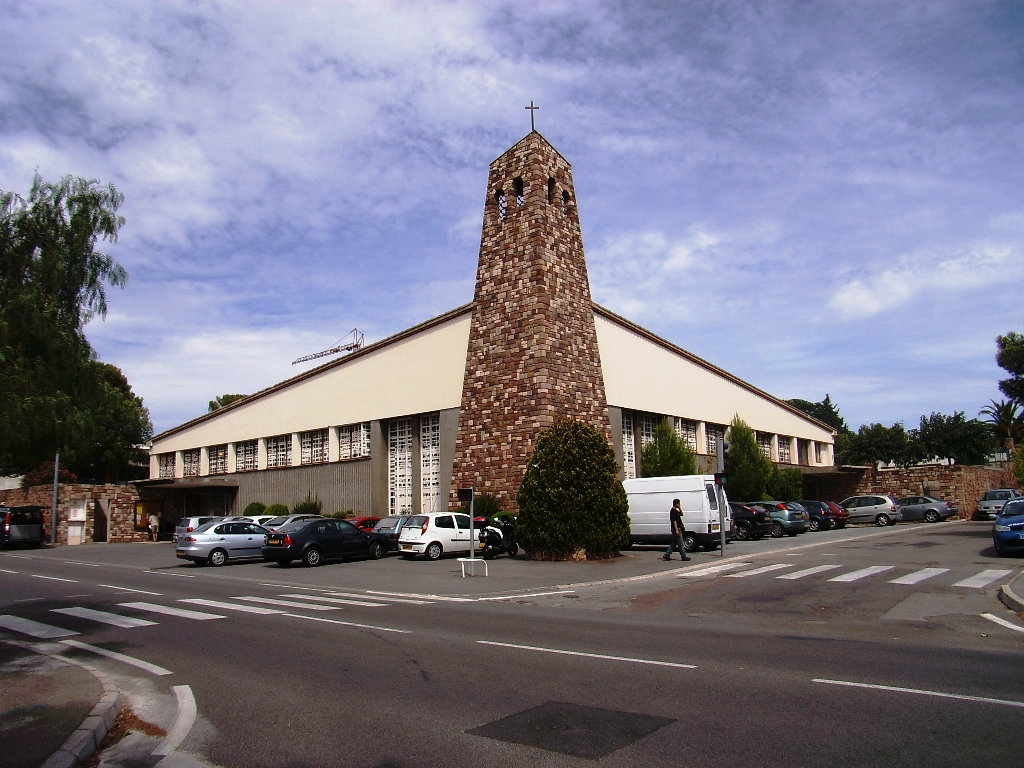
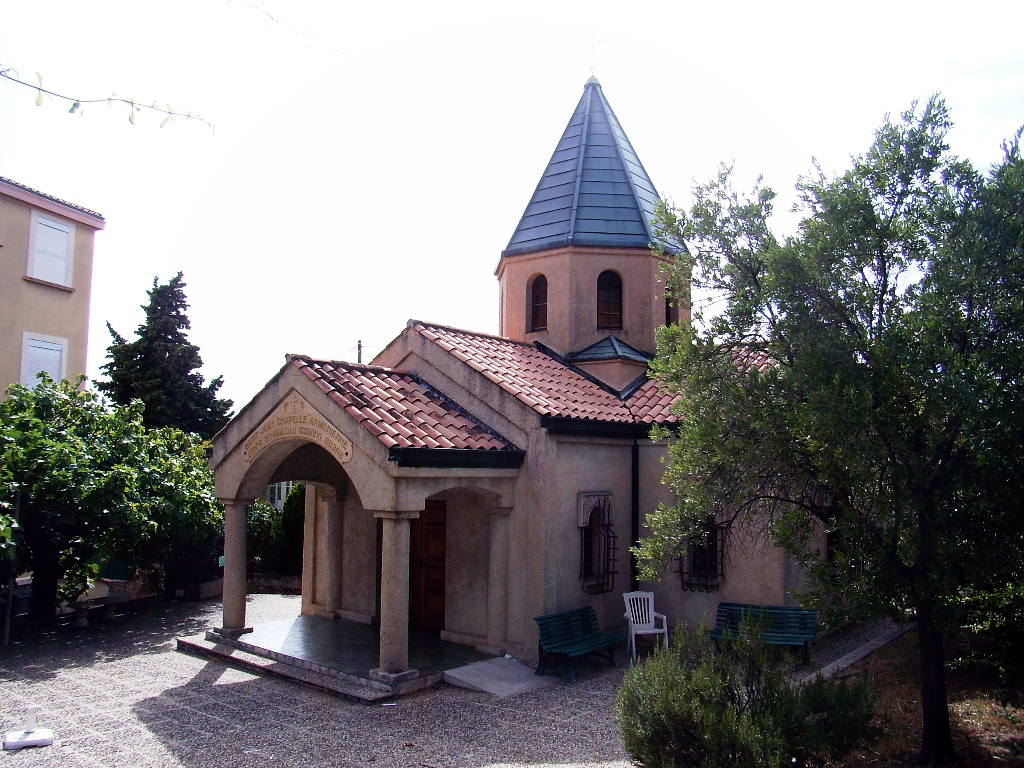
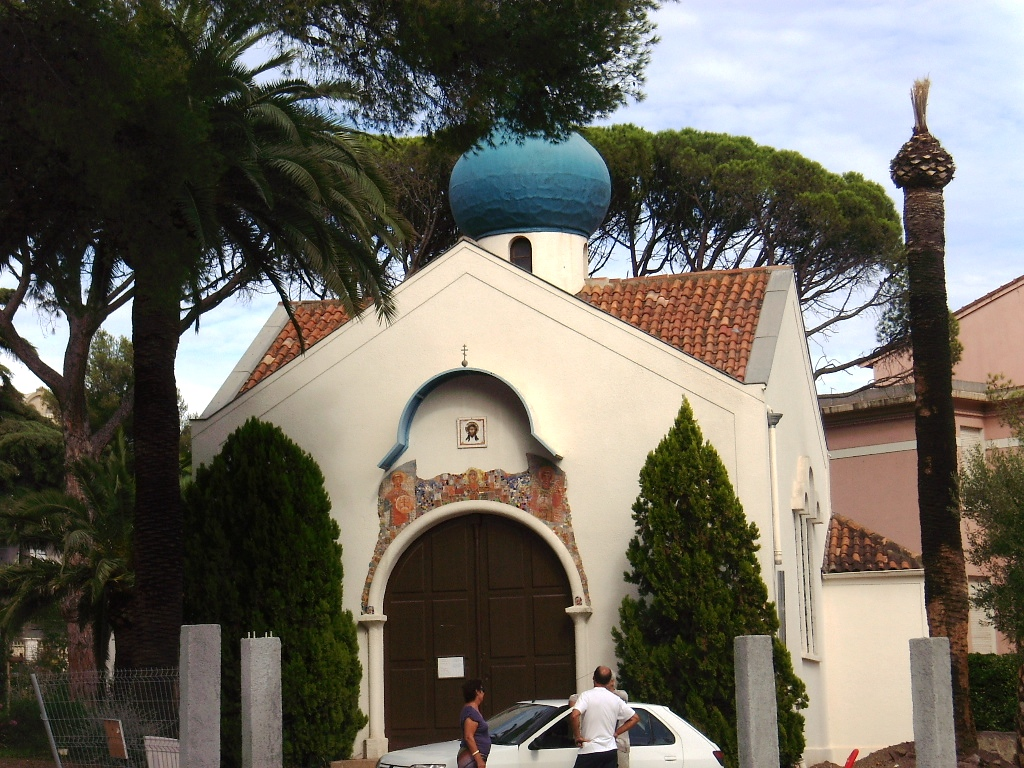
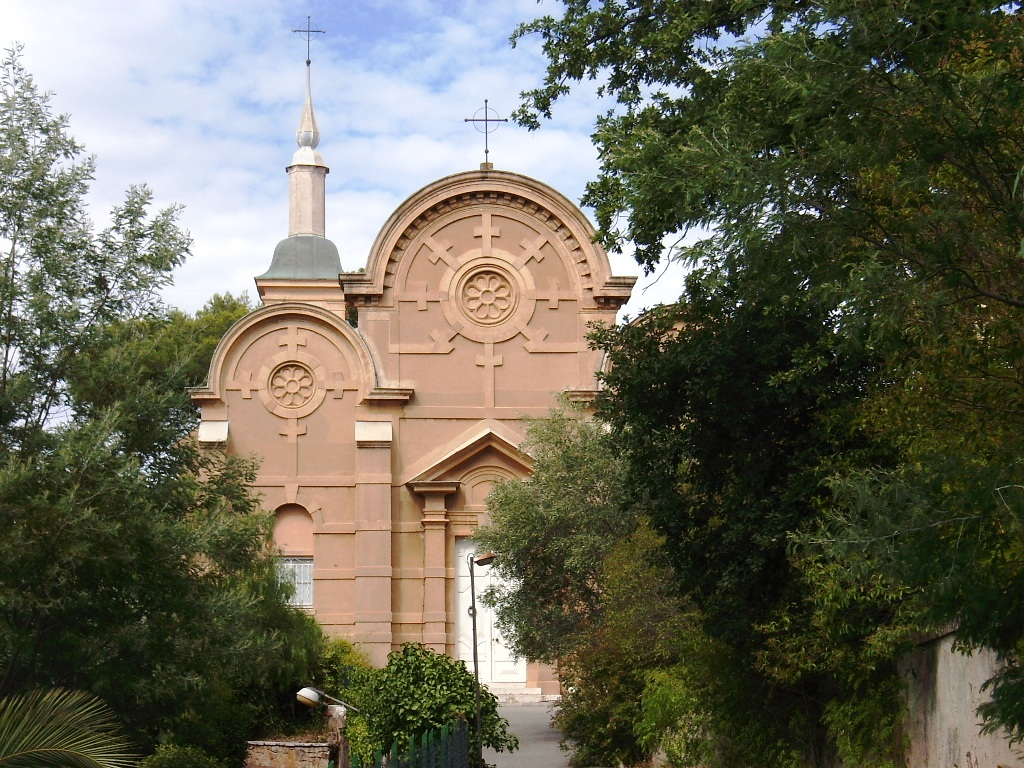
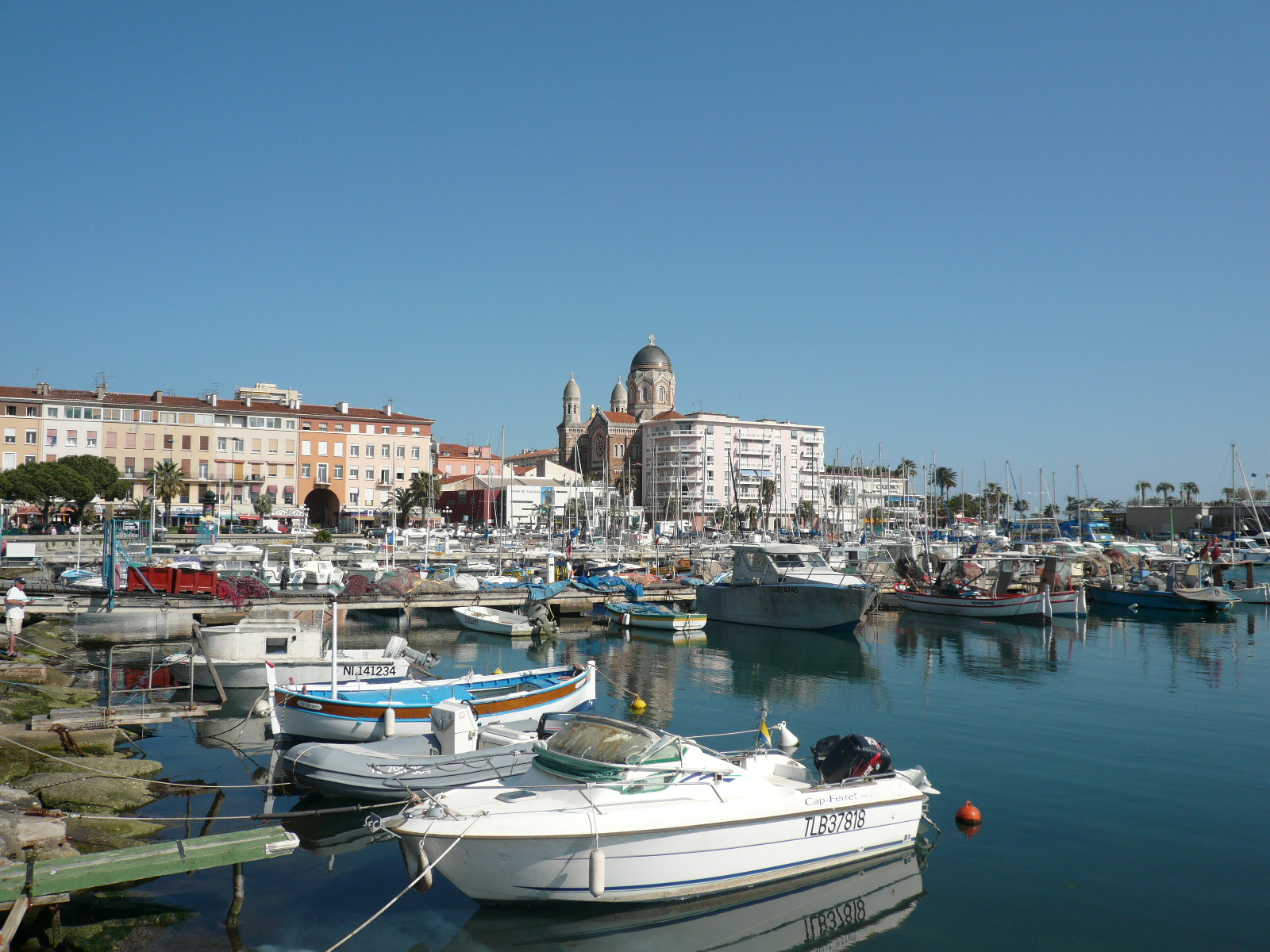
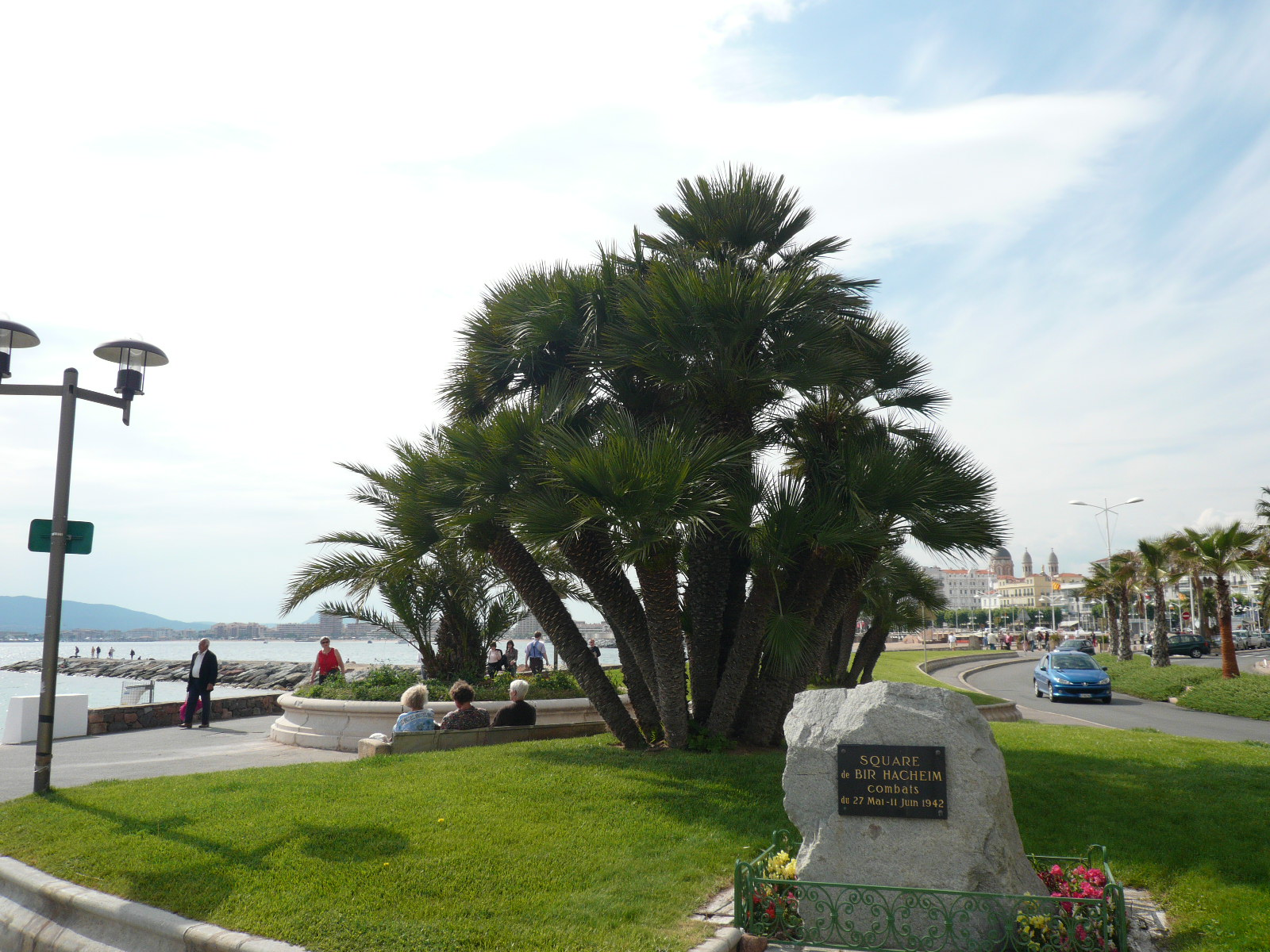
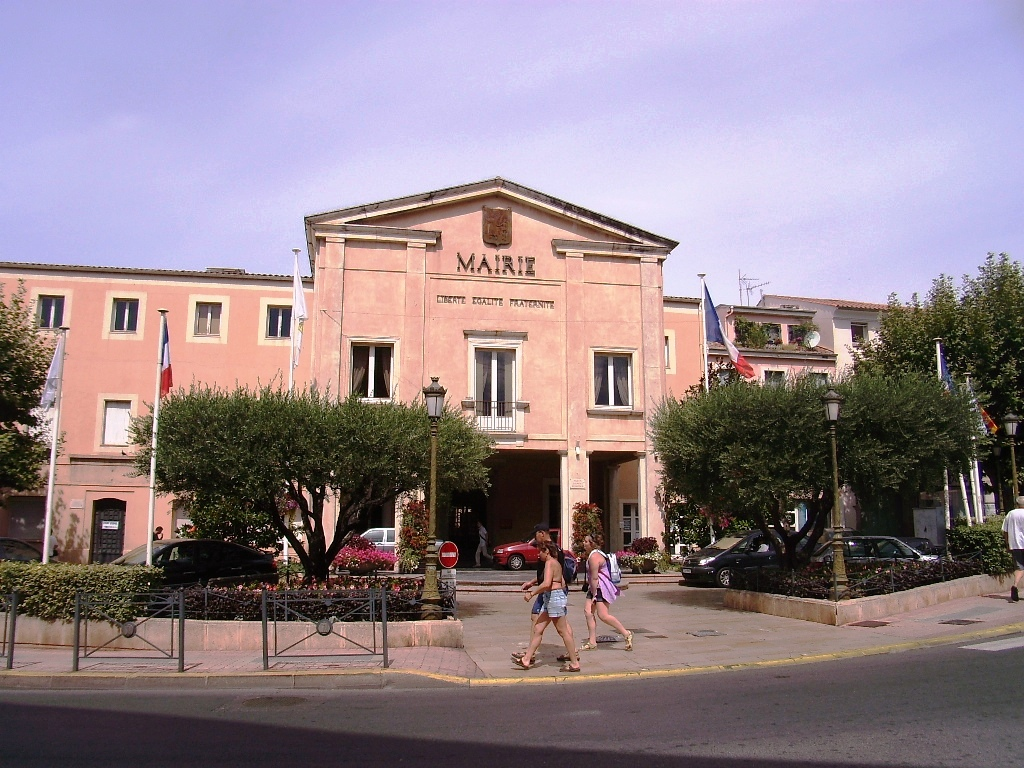
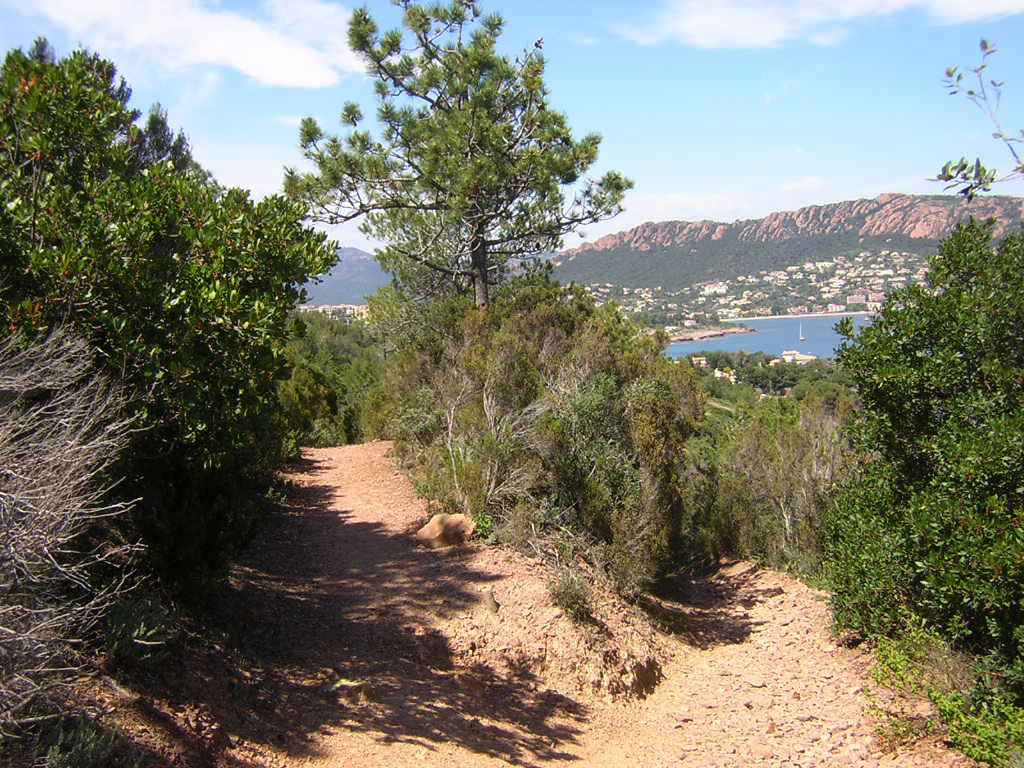
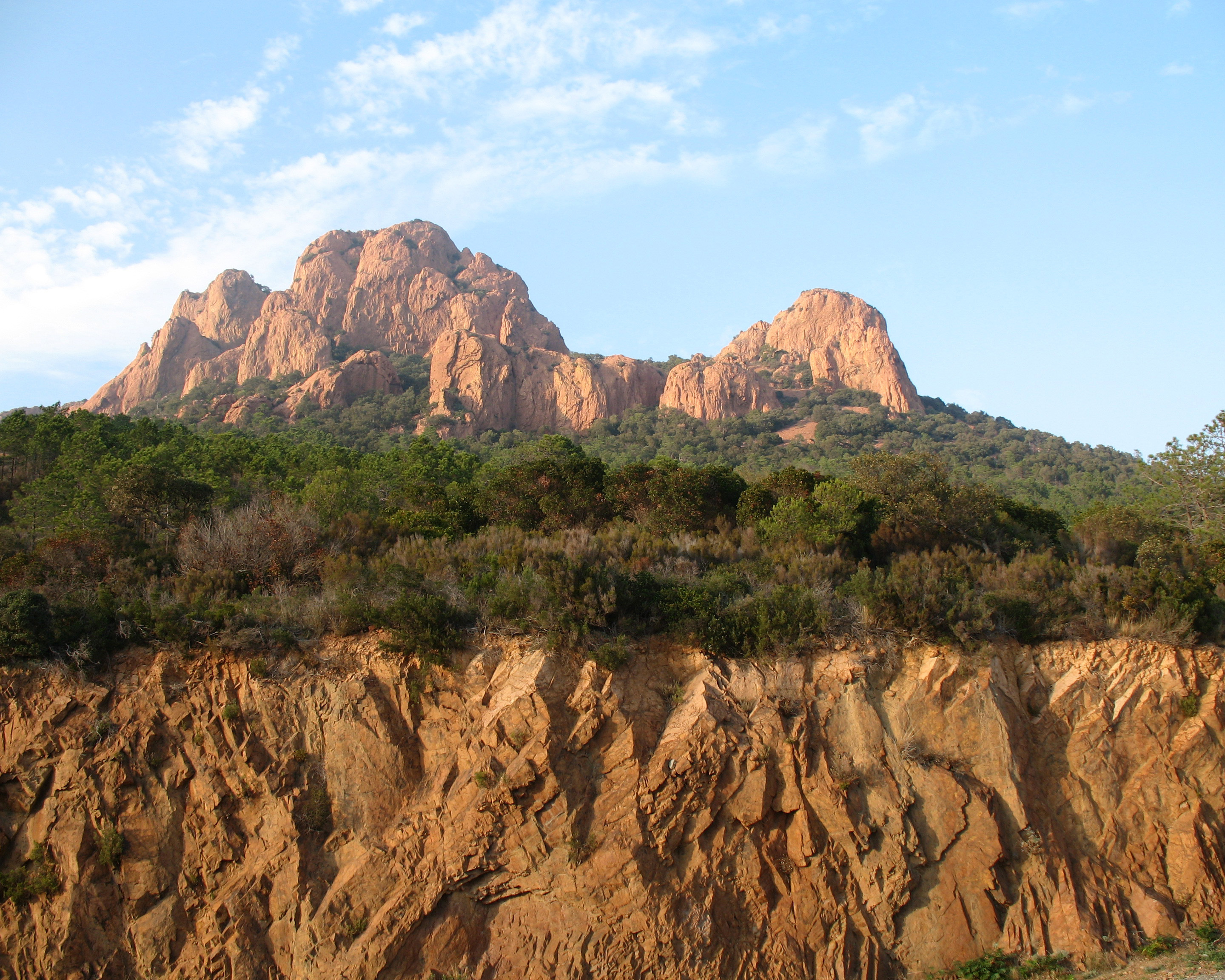
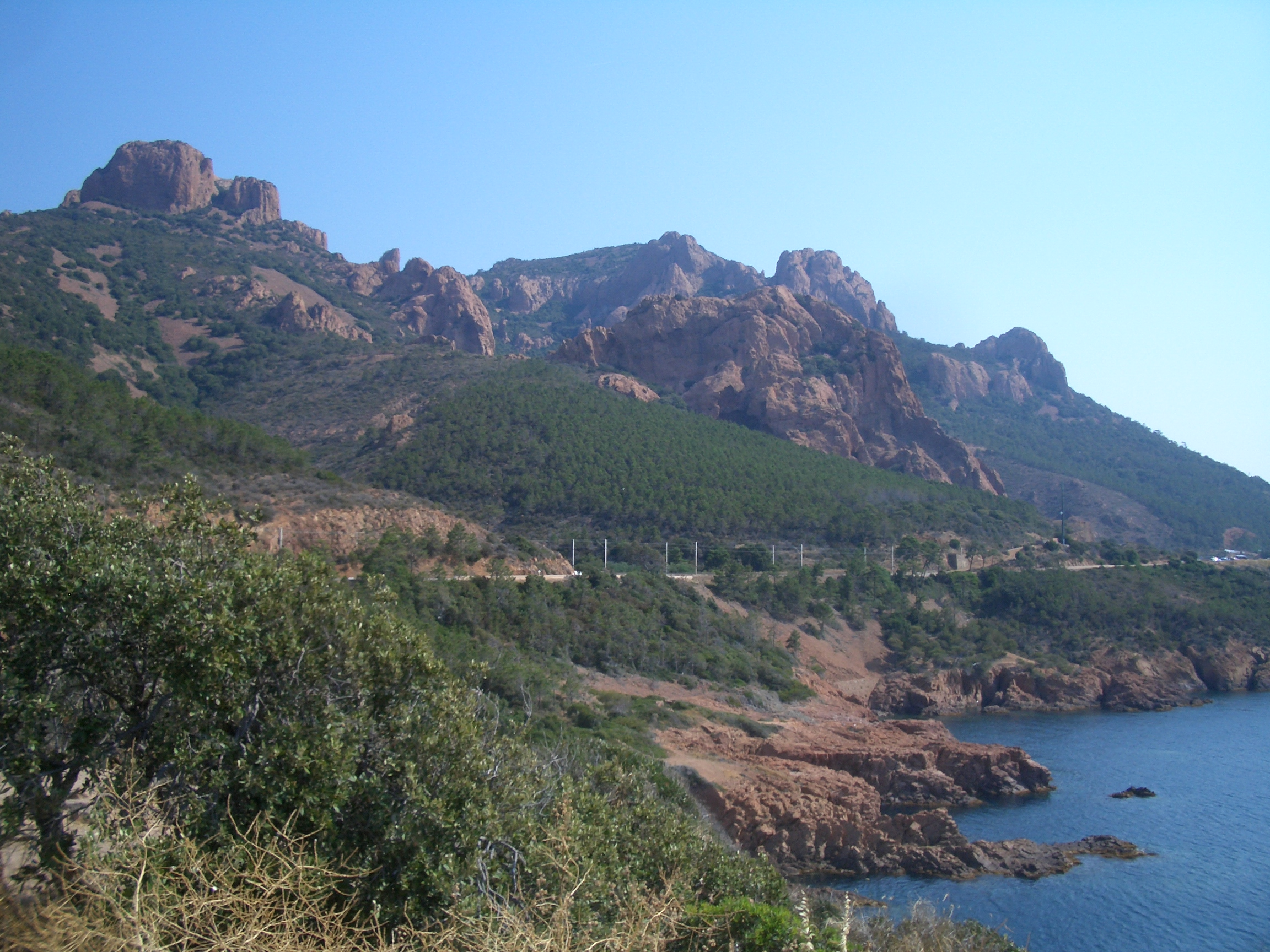
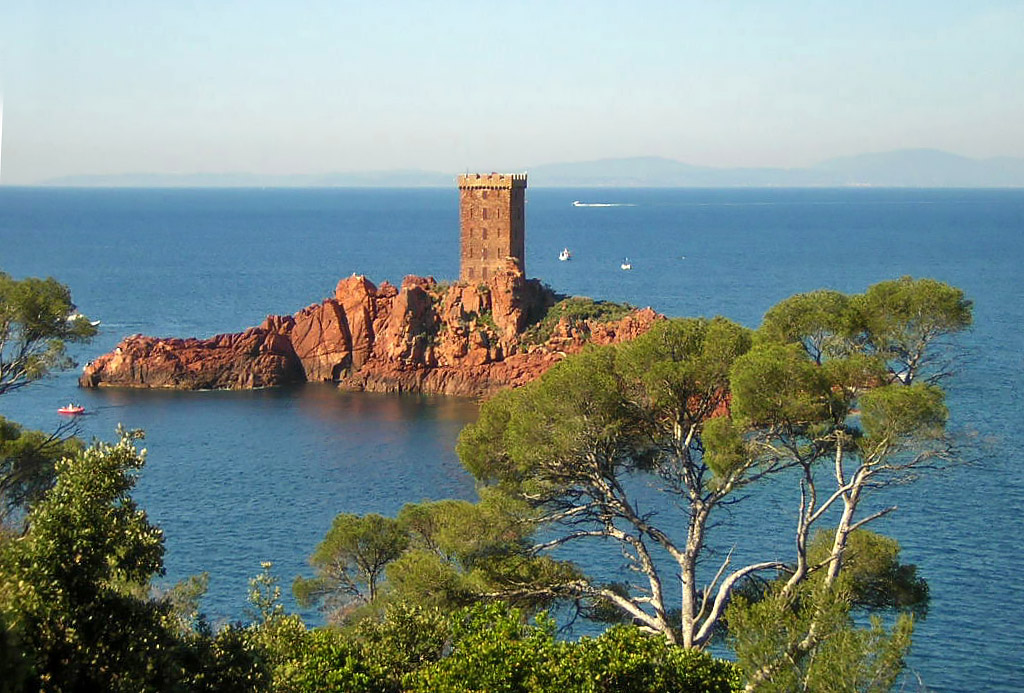